# Język włochaty

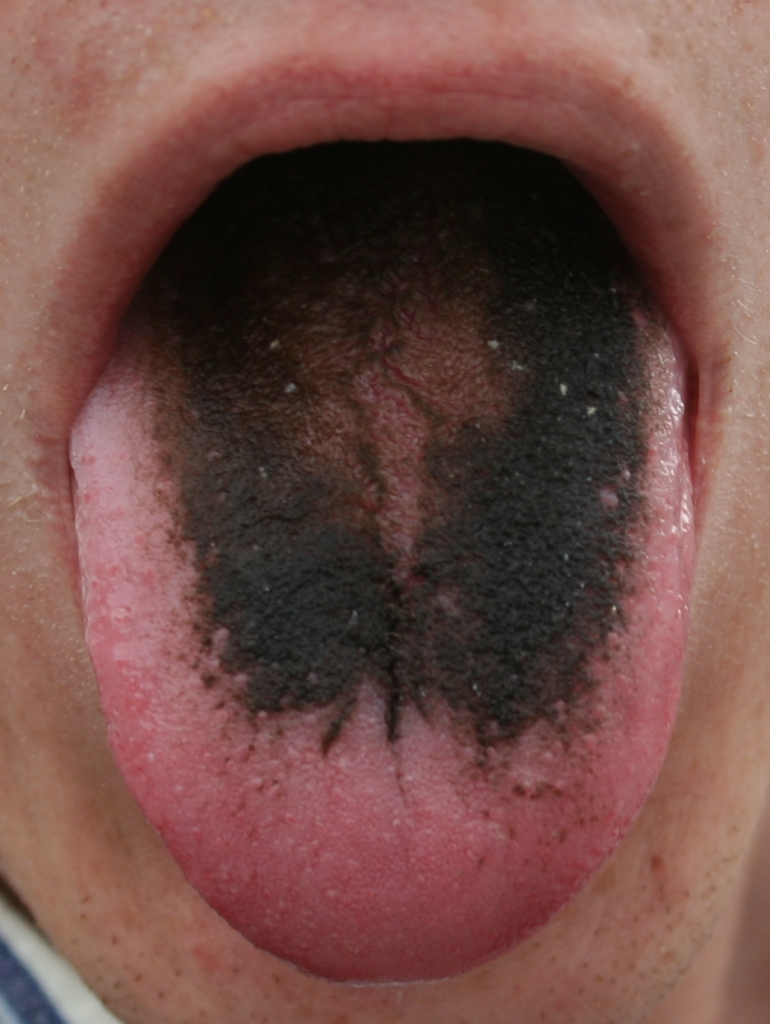
Zdjęcie języka włochatego.

Język włochaty (obłożenie języka) - termin stosowany w medycynie do określenia dużej masy białego nalotu na języku, który pojawia się jako następstwo terapii antybiotykowej, gorączki, nadmiernego stosowania płynów do płukania ust zawierających nadtlenek wodoru (wodę utlenioną).
Zjawisko obłożenia języka ma związek z nadmiernym złuszczeniem warstwy keratyny pokrywającej brodawki nitkowate języka. 
Leczenie: zobacz zapalenie języka

Przeczytaj ostrzeżenie dotyczące informacji medycznych i pokrewnych zamieszczonych w Wikipedii.